# Jan Talafús z Ostrova
Jan Talafús z Ostrova (okolo 1410 – po roce 1475) byl jedním z předních hejtmanů českých bratrstev, které po husitských válkách působily na území Horních Uher. Zde, pod velením Jana Jiskry z Brandýsa, po boku Petra Aksamita a dalších bratrských hejtmanů, sloužil v žoldu nezletilého krále Ladislava Pohrobka a jeho matky Alžběty Lucemburské. V době svého zahraničního působení se účastnil většiny důležitých vojenských operací a čtrnáct let vykonával funkci hejtmana na Rychnavě. Po návratu do Čech vstoupil do služeb Jana z Rožmberka, později pak do vojska krále Jiřího z Poděbrad pod vrchním velením Ctibora Tovačovského z Cimburka. I přes absenci podrobnějších písemných pramenů je patrné, že Talafúsovo jméno nebylo v Čechách neznámé, a že patřil ke středoevropské válečnické elitě své doby. Díky tomu nezůstaly jeho osudy zapomenuty a jeho osoba se stala jednou z ústředních postav literární trilogie Aloise Jiráska Bratrstvo a divadelní hry Hejtman Talafús dramatičky Evy Klenové.

## Mládí
Jan Talafús spatřil světlo světa na usedlosti Ostrov vzdálené asi 9 km od Vysokého Mýta. Datum jeho narození soudobé listiny nezachovaly, čeští historici proto obecně udávají, že se tak stalo přibližně v roce 1410. Stejně tak není doloženo, kdo byli jeho rodiče. Nejbližším ověřitelným předkem je jeho děd Ješek Talafús z Říčan, přičemž otcem budoucího hejtmana byl jeden z jeho čtyř synů – Jan, Mikuláš, Beneš nebo Jiří. Byl to také děd Jana Talafúsa, kdo vstoupil do služeb pánů Košumberských (kteří později přijali jméno Slavatové) a byla mu od nich jako manský statek propůjčena košumberská část Ostrova. Vzdělání se mladému Talafúsovi dostalo ve škole v Luži a později pravděpodobně i na některé z pražských škol. Současně se všeobecným vzděláváním byl připravován k vojenskému řemeslu a patrně ve věku 24 let se v řadách sirotčích vojsk jako panoš pana Viléma z Chlumu a Košumberka zúčastnil bitvy u Lipan. Přibližně v této době se oženil s jistou Dorotou Těhlovcovou z Dobříkova, která však zanedlouho zemřela. Jeho druhou manželkou se posléze stala jediná dcera Jana Čapka ze Sán Žofie. Tento sňatek mu jako věno přinesl hrad Valdštejn, o který však zanedlouho přišel. V roce 1439 převzal do užívání Ostrovské léno a byl povýšen do zemanského stavu. Roku 1437 získal Talafúsův tchán hrad Hukvaldy se šesti vesnicemi, a dále města Brušperk, Ostravu a Příbor. Tato panství nejpozději v roce 1445 předal svému zeti, který svůj predikát obohatil přídomkem z Hukvald.

## Hejtman bratříků

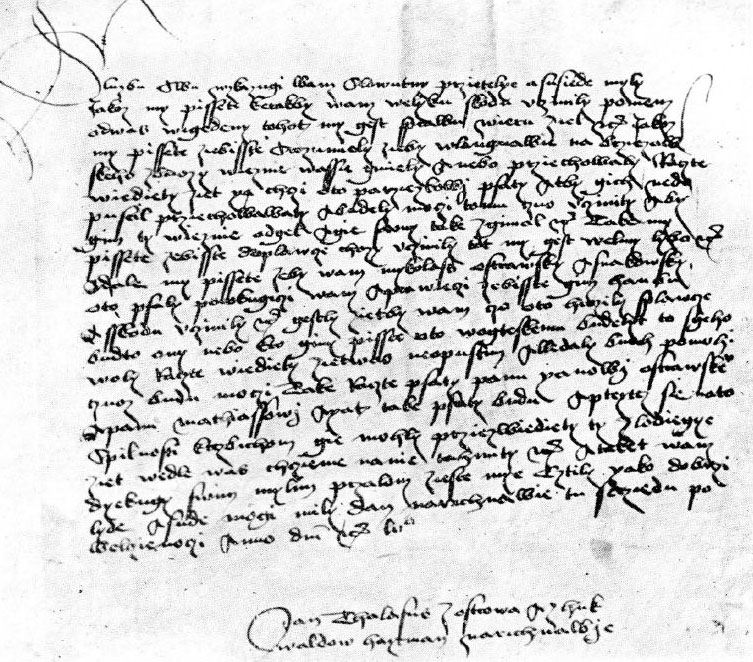
List Jana Talafúsa obyvatelům Bardějova z roku 1455. Podpis na konci dopisu zní: Jan Talafús z Ostrova a Hukvaldů, hejtman na Rychnavě. Talsafús Bardějovským píše ohledně jejich lidí uvězněných na Langavě. Také jim nabízí ochranu proti posádkám na Plavči a navrhuje tažení proti Plaveckým. Originál je uložen v archívu města Bardějova

Roku 1440 se Jan Talafús účastnil Čáslavského sněmu, kde se jednalo o bezpečnosti ve východních Čechách. Téhož roku prodal za 220 kop grošů dvůr Šnakov a na podzim odjel do Horních Uher. Tady vstoupil do vojska nejvyššího hejtmana Jana Jiskry z Brandýsa, který ve službě královny Alžběty Lucemburské, vdovy po Habsburkovi Albrechtovi II., hájil nároky jejího syna Ladislava Pohrobka na Uherský trůn. Vojenská intervence měla své opodstatnění, neboť Uherská šlechta popřela práva dvouletého následníka a svým panovníkem zvolila polského krále Vladislava III. Varnenčika, kterého podporoval maďarský vojevůdce János Hunyadi a Talafúsův tchán Jan Čapek ze Sán (v letech 1442–1444 jmenovaný nejvyšším polním hejtmanem polského vojska v Uhrách).
Prvních větších akcí se Jan Talafús zúčastnil v roce 1441, když pomáhal Janu Jiskrovi obsazovat města na Spišku a Šarišsku a vyprostit Košice, které obléhali Poláci; po úspěšné operaci se na krátkou dobu stal košickým hejtmanem. Roku 1442 byl jmenován hejtmanem Šťavnice, která byla za jeho nepřítomnosti vydrancovaná, ale přesto po jeho návratu zůstala v rukou bratrstev. Na podzim téhož roku nečekaným přepadem dobyl uherské město Jager, kde se právě ubytovalo poselstvo krále Vladislava III., jež se vracelo zpět do Polska. Při přepadu se zmocnil mnoha významných zajatců i bohaté kořisti. Při zpáteční cestě jej však přeplněné vozy zpomalily a dostihli ho pronásledující Uhři. Nastala prudká srážka, při které padlo množství mužů a Talafús byl nucen se stáhnout. Při ústupu padl do zajetí a byl uvězněn v Jageru. Na svobodu se dostal po 3. říjnu téhož roku. O dva měsíce později pomáhal dobýt hrad Rychnavu, kde byl přidělen pod velení nového hejtmana pevnosti, Slováka Jana z Pereně. Z tohoto místa dál podnikal dílčí přepady nepřátelského území; zejména je zmiňováno okolí Tokaje. Roku 1445 byl jmenován hejtmanem na hradě Chmeľov (Komlóš) a o tři roky později obdržel hejtmanství na Rychnavě, kde prožil následujících čtrnáct let života. Mimo to, že jej na tomto sídle často navštěvovala jeho manželka Žofie, zde udržoval milostný vztah s Uherkou Márii Bodorovskou. Roku 1449 se Talafús po boku Jana Jiskry z Brandýsa zúčastnil bitvy u Somoše a v roce 1451 bojoval v řadách 3000 bratříků, kteří v bitvě u Lučence porazili na 20 000 Uhrů.

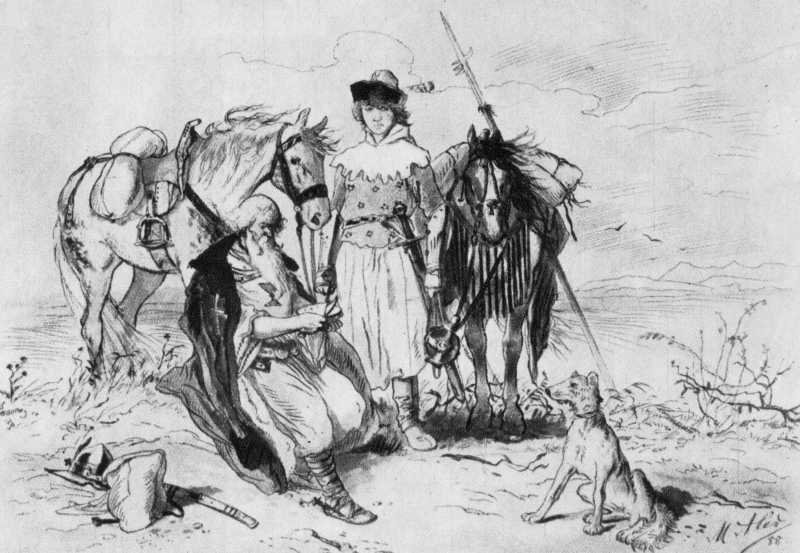
Mikoláš Aleš: Jan Talafús z Ostrova se vrací do Čech

Roku 1453 byl český král Ladislav Pohrobek korunován králem uherským. Vzápětí vznesl na Jana Jiskru požadavek, aby vrátil všechny dobyté hrady a posléze ho propustil ode dvora. Rozkazu odevzdat získaný majetek většina Jiskrovi podřízených hejtmanů neuposlechla. V únoru téhož roku se Jan Talafús zúčastnil spišského sněmu v Levoči, kde šlechtici vedli jednání o zákroku proti loupeživým tlupám. Při jednom z bojových výpadů v příštích měsících byl těžce raněn. V roce 1455 král Ladislav povolal Jana Jiskru zpět do svých služeb a rozhodl o ponechání veškerého nabytého majetku v rukách bratříků. Avšak po jeho smrti v roce 1457 se králem Uher stal Matyáš Korvín, který proti bratrstvům vytáhl s ozbrojenou mocí. Jeho vojsko záhy přitáhlo k hradu a stejnojmennému městu Šarišský Potok, které měli toho času v držení Jan Talafús a Petr Aksamit. Ostrovský rodák spolu s třemi stovkami jezdců proti tomuto vojsku podnikl protiútok, avšak většina jeho mužů při výpadu padla do zajetí. Jemu samotnému se podařilo spasit útěkem na Šarišský hrad. Z této pevnosti pak spolu s Petrem Aksamitem a dalšími hejtmany vyrazili zpět k Šarišskému Potoku a cestou vydrancovali území mezi Bodrogem a Tisou. 21. května však byli protivníkem u Šarišského Potoka zaskočeni a v polích kolem městečka se strhla krátká bitva. Z 2000 bratříků jich bylo 600 zabito a 200 zajato na místě. Další se pokusili uprchnout, avšak po vytrvalém pronásledování jich vyvázlo zhruba kolem dvou stovek. V boji zemřel i Talafúsův přítel Petr Aksamit. On sám, společně se svými čtrnácti jezdci, se spasil útěkem na Šarišský hrad. Z této pevnosti byl zanedlouho vytlačen a ustoupil zpět na Rychnavu.
V roce 1460 Talafús opět vstoupil do vojska Jana Jiskry z Brandýsa, který za pomoci Jiřího z Poděbrad a zbytků Aksamitových rot pokračoval na Spišsku ve válce proti uherskému králi, jehož vojska měla za úkol vypudit zbývající bratrstva ze země. Až do března roku 1462 se Talafúsovi podařilo uhájit Rychnavu, poté ale opět padl do zajetí. Následujícího roku se Jan Jiskra a Matyáš Korvín smířili a Talafús, spolu s Mikulášem Brcalem z Dobré, někdejším hejtmanem na Kežmarku, a Bartošem z Hartvíkovic, dostali na odbytnou 16 000 dukátů. Poslední zmínka o Talafúsovi v Uhrách se datuje k 31. srpnu 1463. Na Hukvaldy se vrátil po dvaceti třech letech v zahraničí. Podle legendy prý díky střídavému válečnému štěstí přijel z Uher zchudlý a bez prostředků. Na Slovensku se od té doby vžilo pořekadlo bědný ako Talafús.

## Poslední zmínky
Pravděpodobně v roce 1465 Jan Talafús ovdověl a vstoupil do královského vojska pod velením Jana z Rožmberka, který na Moravě v letech 1464 – 1465 vedl válku proti papežovi a části katolické šlechty. Poté, co jeho velitel změnil strany, vstoupil Jan Talafús do přímé služby krále Jiřího z Poděbrad. Pod velením Ctibora Tovačovského z Cimburka se v roce 1466 účastnil tažení do Polska a stal se přímým účastníkem bojů u Vratislavi. V roce 1467 bojoval v bitvě u Pačkova, kde bylo jeho úkolem čelit skupině žoldnéřů známé pod jménem „zlá rota“. Posléze se vrátil zpět na své pozemky. Je pravděpodobné, že po vpádu uherského vojska do Čech se účastnil i bojů, které vypukly v roce 1469. Po ústupu nepřátel ze země se vrátil patrně zpět na Hukvaldy. Poslední písemná zmínka o jeho osobě pochází z roku 1475. V jednom ze zápisů v Knize půhonné a nálezové lze dohledat, že Talafůs, dědic Čapka ze Sán, je stále ještě živ. Kdy a kde zemřel není známo.